# Landgericht Schrobenhausen
Das Landgericht Schrobenhausen war ein von 1803 bis 1879 bestehendes bayerisches Landgericht älterer Ordnung mit Sitz in Schrobenhausen im heutigen Landkreis Neuburg-Schrobenhausen. Die Landgerichte waren im Königreich Bayern Gerichts- und Verwaltungsbehörden, die 1862 in administrativer Hinsicht von den Bezirksämtern und 1879 in juristischer Hinsicht von den Amtsgerichten abgelöst wurden.

## Geschichte
Das Gebiet um Schrobenhausen gehörte einst zum Herzogtum bzw. später zum Kurfürstentum Bayern und war Sitz eines Pfleggerichts. Schloss Schrobenhausen diente als ein herzogliches Pflegschloss und Wohnung des Landrichters. 1803 wurde im Verlauf der Verwaltungsneugliederung Bayerns ein Landgericht (älterer Ordnung) in Schrobenhausen errichtet. Dieses kam zum neu gegründeten Lechkreis mit der Hauptstadt Augsburg, 1810 zum Oberdonaukreis und 1838 zu Oberbayern. 
Nachdem das Landgericht Schrobenhausen zum 1. Oktober 1812 den Steuerdistrikt Hohenwart vom Landgericht Pfaffenhofen erhalten hatte, wurde es 1838 um weitere sechs Steuerdistrikte (Adelshausen, Freinhausen, Hohenried, Pobenhausen, Waidhofen und Weichenried) vergrößert.
Bei der Trennung der Landgerichte in Gerichts- und Verwaltungsbehörde entstand 1862 in administrativer Hinsicht das Bezirksamt Schrobenhausen.
Von 1857 bis 1879 gehörte das Landgericht Schrobenhausen zum Bezirksgericht Aichach.
Anlässlich der Einführung des Gerichtsverfassungsgesetzes am 1. Oktober 1879 wurde das Landgericht durch das Amtsgericht Schrobenhausen abgelöst, dessen Sprengel aus dem vorherigen Landgerichtsbezirk Schrobenhausen gebildet wurde und die Gemeinden Adelshausen, Alberzell, Aresing, Berg im Gau, Brunnen, Deimhausen, Diepoltshofen, Edelshausen, Freinhausen, Gachenbach, Gerolsbach, Grimolzhausen, Hirschenhausen, Hohenried, Hohenwart, Hörzhausen, Klenau, Klosterberg, Koppenbach, Langenmoosen, Lauterbach, Malzhausen, Mühlried, Peutenhausen, Pobenhausen, Rettenbach, Sandizell, Sattelberg, Schrobenhausen, Seibersdorf, Singenbach, Steingriff, Strobenried, Volkersdorf, Waidhofen, Wangen, Weichenried, Weilach und Weilenbach umfasste.